# Katia Benth
Katia Benth, francoska atletinja, * 16. november 1975, Cayenne, Francoska Gvajana, Francija.
Ni nastopila na poletnih olimpijskih igrah. Na svetovnih prvenstvih je v štafeti 4x100 m osvojila srebrno medaljo leta 1999, na evropskih prvenstvih pa v isti disciplini naslov prvakinje leta 1998.